# Projektil

Verschiedene Geschossarten mit verschiedenen Mantelformen

Ein Projektil, umgangssprachlich auch Kugel genannt, ist ein von einer Schusswaffe abgefeuertes Geschoss. 

## Etymologie
Der Begriff Projektil ist eine Ableitung von französisch „projectile“ bzw. aus dem modernen Lateinischen „prōjectilis“ bzw. „prōiectus“ (Partizip II von „proicere“ für „hinaus-,fortschleudern“).
Er wird vorwiegend für Geschosse von Handfeuerwaffen genutzt.

## Grundlagen
Die Begriffe Projektil und Geschoss werden in der Literatur zur Waffentechnik nahezu synonym genutzt, wobei Projektil als Unterbegriff von Geschoss verstanden wird. Für Projektile gelten die übergreifenden Grundlagen wie sie im Artikel Geschoss beschrieben sind:
- Grundlagen
- Physikalische Eigenschaften
- Konstruktion eines Geschosses

## Projektilarten

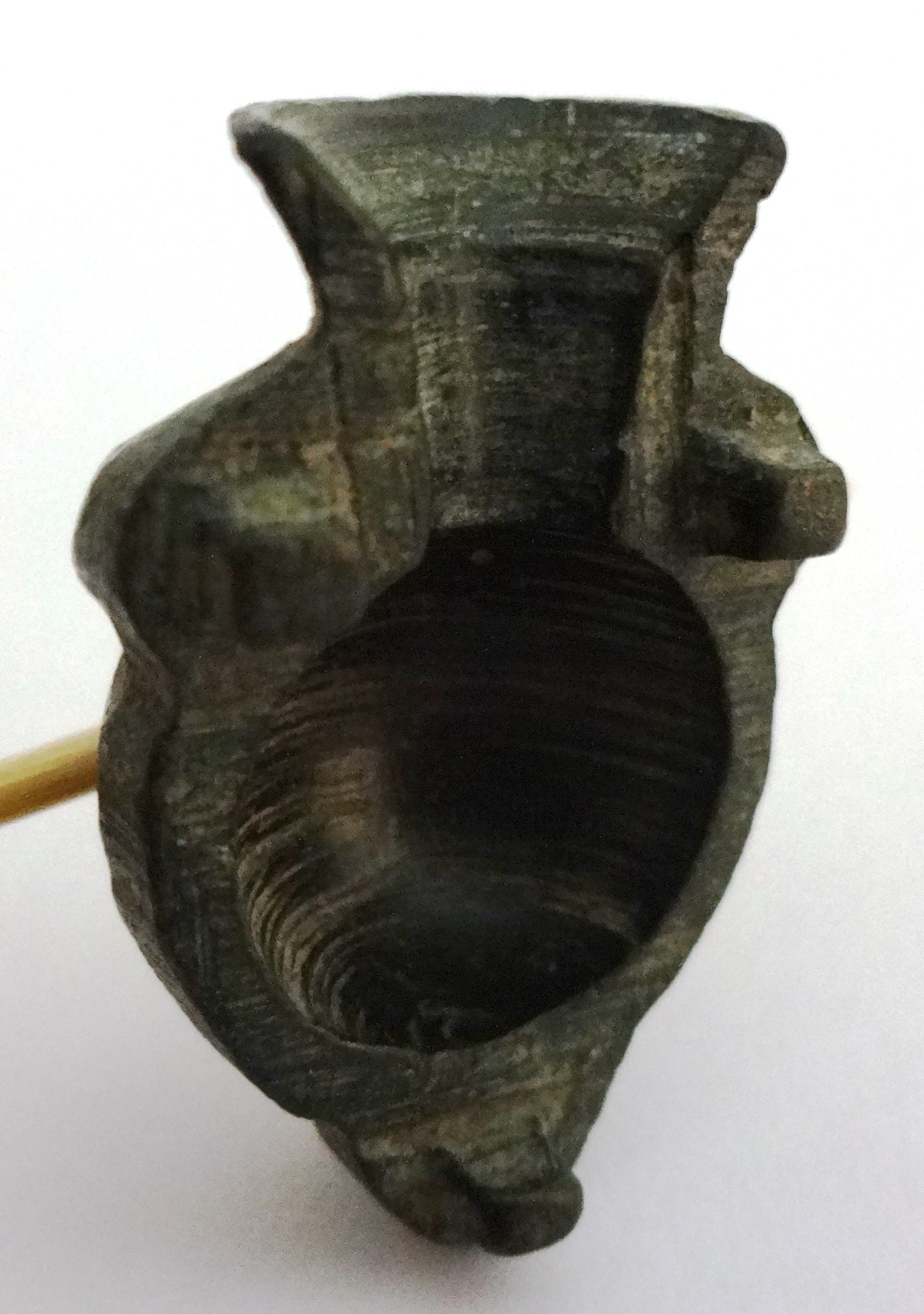
Hälfte einer Bronzehohlform zum Gießen von Vorderladerprojektilen mit 13 mm Durchmesser, 28 mm hoch

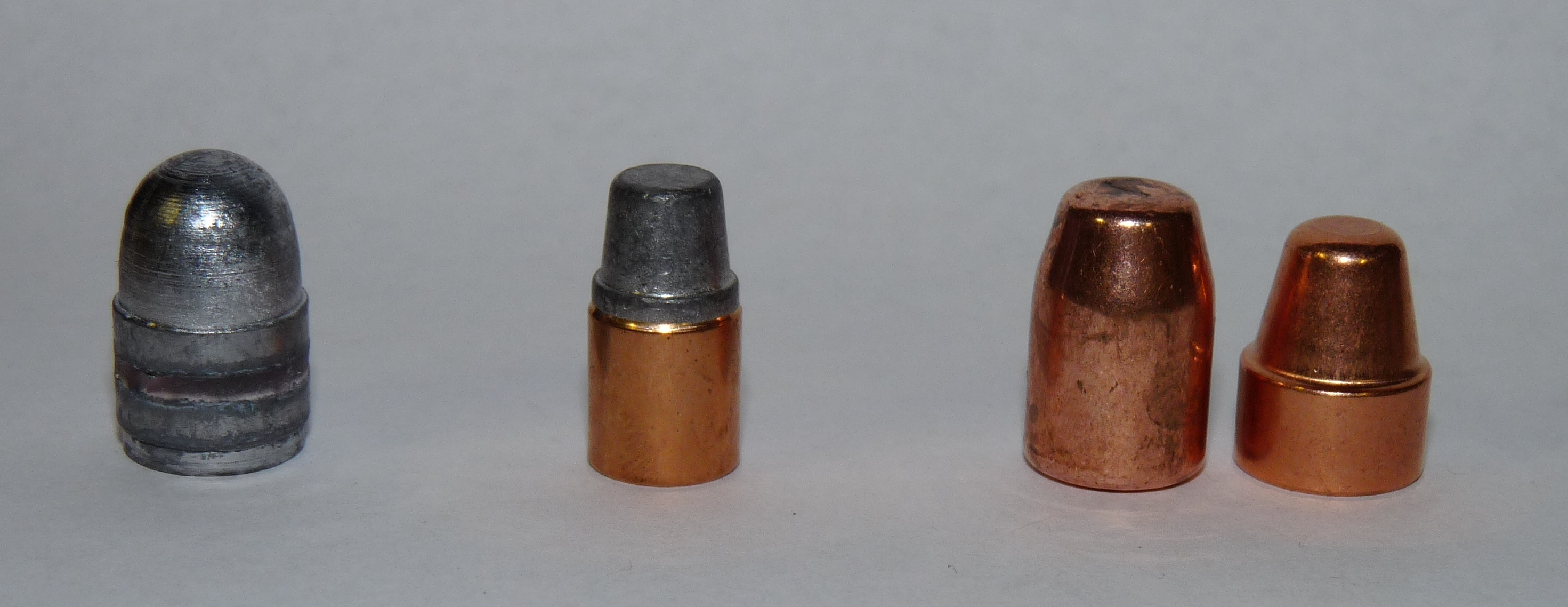
Diverse Projektile zum sportlichen Schießen: Blei Rundkopf, Teilmantel Semi-Wadcutter, Vollmantel Kegelstumpf und Vollmantel Semi-Wadcutter

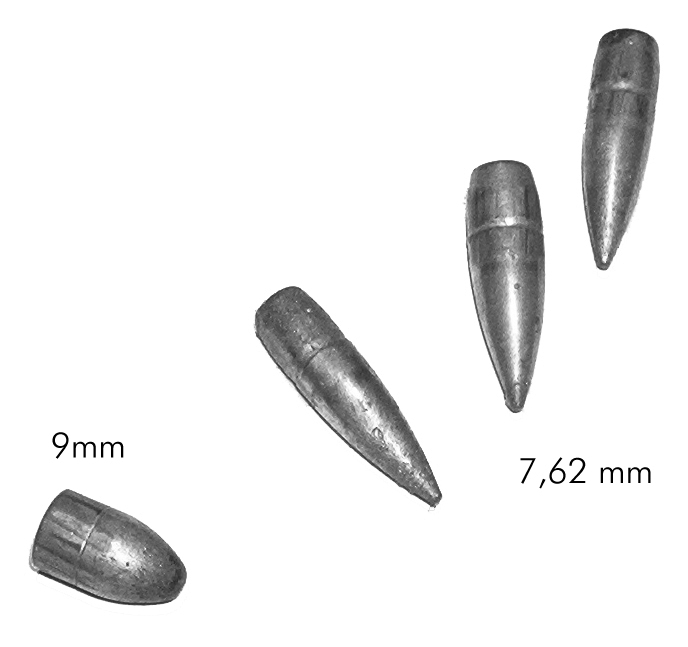
Projektile 9 mm P8 oder Uzi/MP2, 7,62 mm G3 oder MG3 – deutlich sind die Spuren des Laufes zu erkennen

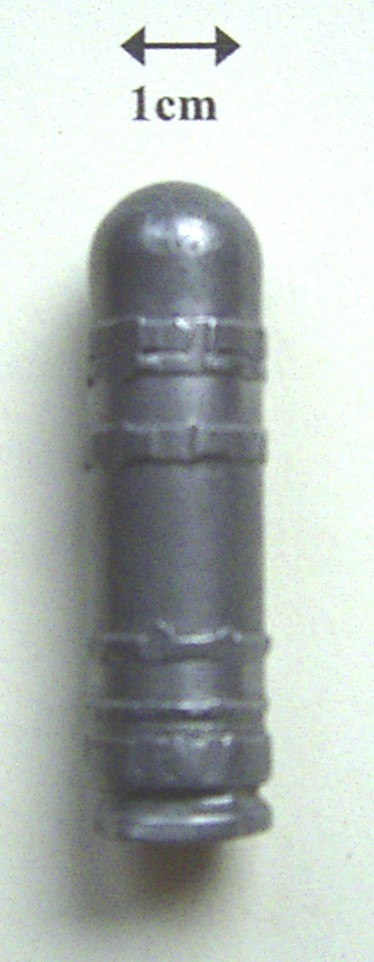
Bleiprojektil

### Material
In der Anfangszeit der Feuerwaffen wurden erst Kugeln aus Stein, dann Eisen und Blei verwendet. Heutige Projektile bestehen aus Stahl, Blei, Kupfer und können abgereichertes Uran oder Wolfram enthalten. Andere Projektile beziehen ihre Wirksamkeit nicht aus der kinetischen Energie, sondern aus ihrer explosiven Füllung. Ein Beispiel hierfür sind Gewehrgranaten (mit Sprengstoff gefüllte Projektile).

### Form
Zuerst wurden Projektile in Kugelform verschossen (etwa die klassische Kanonenkugel), deshalb werden Projektile bis heute als „Kugel“ bezeichnet.
Ein modernes Projektil ist meist als Langgeschoss ausgebildet, besitzt also eine zylindrische Form mit meist spitz zulaufendem Frontteil und einem sich wiederum leicht verjüngenden Ende. Es erhält im Lauf einen Drall, um es im Flug zu stabilisieren.
Je nach Form der Spitze wird das Projektil als spitz, halbspitz oder rund bezeichnet, außerdem existieren noch einige Sonderformen: Hohlspitzgeschosse besitzen eine konkave Spitze, was beim Aufprall zu einer stärkeren Deformation (Aufpilzen) und somit auch stärkeren Wirkung im Ziel führt. Aus diesem Grund werden sie oft mit Teilmantelgeschossen verwechselt oder gleichgesetzt. Flachkopfgeschosse sind Geschosse mit einem abgeflachten Kopf. Sie werden besonders für Waffen mit Röhrenmagazin benötigt, um zu verhindern, dass die Spitze einer Patrone zu starken Druck auf das Zündhütchen der vor ihr gelagerten Patrone ausübt und somit die Patronen im Magazin zündet.
Heute existieren Geschosse mit fast allen möglichen Kombinationen von Geschossform und Mantelkonstruktion.

### Voll- und Mantelgeschosse
Bei Geschossen für Handfeuerwaffen unterscheidet man zwischen Vollgeschoss (z. B. Bleigeschoss oder Solidgeschoss) und Mantelgeschoss.
Mantelgeschosse werden in Vollmantelgeschosse (Mantel schließt die Spitze komplett ein und ist meistens am Boden offen), und Teilmantelgeschosse (Mantel ist an der Spitze offen und am Boden geschlossen) unterschieden.

#### Vollgeschoss
Vollgeschosse sind Geschosse aus einem homogenen Material, d. h., sie sind mantellose Geschosse. Die häufigste Form von Vollgeschossen sind einfache Bleigeschosse, wie sie im sportlichen Bereich (Diabolos für Luftdruckwaffen; Bleigeschosse bei Kleinkalibermunition), aber auch als Flintenlaufgeschosse für Flinten anzutreffen sind.
Ebenso gibt es, hauptsächlich für die Jagd, bleifreie Vollgeschosse. Diese bestehen aus Kupfer oder Kupfer/Zink-Legierungen (z. B. Messing oder Tombak). Sie werden entweder mittels Drehautomaten oder Pressen gefertigt.
Eine Besonderheit sind Stahl-Vollgeschosse, die im Wirkmedium keine Verformung aufweisen und ihre gesamte Energie über eine Tiefenpenetration abgeben. Es gibt auch so genannte „Frangible“-Munition, deren Geschoss aus einem unter sehr hohem Druck gepressten Metallpulver ohne Bleizusatz besteht, die speziell für Indoor-Stände entwickelt wurde.

#### Vollmantelgeschosse
Vollmantelgeschosse bestehen aus einem verformbaren Mantel, meist aus Tombak, sowie einem häufig aus Blei bestehenden Kern. Der verformbare Mantel soll sich sowohl den drallgebenden Zügen und Feldern im Rohr anpassen können als auch dessen Verschleiß so gering wie möglich halten. Der Kern wiederum bildet die gewichtgebende Masse. Die Wirkung im Ziel wird durch die Zerstörungskraft ebendieser Masse, die mit möglichst hoher Geschwindigkeit auf das Ziel trifft, erzeugt. Sie soll das Ziel durch Aufschlag bzw. Eintritt und damit verbundener Energieabgabe schädigen oder partiell zerstören.
Militärische Geschosse (Armeemunition) sind nach der Haager Landkriegsordnung immer Vollmantelgeschosse, teils werden diese mit einem Kern aus Uran (Uranmunition) oder Wolfram versehen, um die Durchschlagskraft auf gepanzertes Material zu erhöhen.

#### Teilmantelgeschosse
Die Teilmantelgeschosse nehmen den größten Anteil der auf dem Markt befindlichen Geschosse ein. Die meisten Jagdgeschosse sind Teilmantelgeschosse, z. B. RWS Kegelspitz (KS), Doppelkern (DK) oder Norma PPC Oryx oder Plastikspitz, da durch den vorne offenen Mantel eine Zerlegung des Geschosses beim Eindringen in das Wild gewährleistet wird. Damit wird die Geschossenergie auf das Ziel übertragen und der Wundkanal vergrößert. Die Wahrscheinlichkeit, dass das Wild tödlich getroffen wird, erhöht sich somit. Vollmantelgeschosse hingegen haben eine höhere Durchschlagsleistung und hinterlassen einen glatten Wundkanal. Diese höhere Durchschlagsleistung wird meist im militärischen Bereich genutzt, Teilmantelgeschosse sind laut Haager Landkriegsordnung Artikel 23 „Verbot von Waffen und Geschossen, die unnötiges Leid verursachen“ im militärischen Bereich verboten.

### Kaliber

ASPI-Werte nach Alphin (angelsächsisches Maßsystem) [ft*lb*in²]

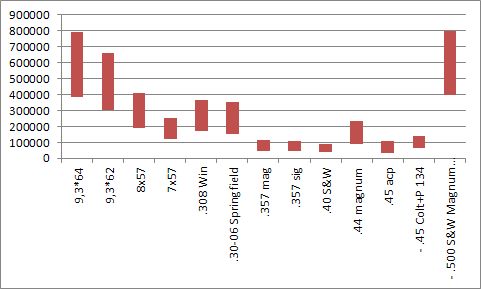
ASPI-Werte metrisch [Jmm²]

Den Durchmesser des Laufes, von Feld zu Feld gemessen, bezeichnet man als Kaliber. Zu bemerken ist, dass sich im Bereich militärischer Handfeuerwaffen kleinere Kaliber durchgesetzt haben. Zum einen ermöglicht das das Mitführen eines größeren Munitionsvorrats, zum anderen verbessert sich durch den geringeren Rückstoß die Beherrschbarkeit der Waffe bei Feuerstößen. Kleinere Kaliber haben durch die größere Rasanz eine höhere Durchschlagskraft als größere Kaliber (bei gleicher Geschossenergie aber kleinerem Durchmesser höhere Energiedichte J/mm²; siehe MP5 und MP7). Da aber mit einem kleineren Kaliber auch eine kleinere Treibladung einhergeht, ist diese geringer; siehe 7,62 × 51 mm NATO im Verhältnis zu 5,56 × 45 mm NATO. Das geringere Geschossgewicht macht das Geschoss auch anfällig für Ablenkung durch leichte Hindernisse in der Geschossflugbahn wie Gras oder dünne Ästchen. So verfügt die heutige militärische Standardgewehrpatrone der NATO über ein Projektil mit einem Durchmesser von 5,56 mm (.223 Remington). Aus einem standardmäßigen Gewehr M16 erreicht das Projektil der oben genannten 5,56 × 45-mm-Patrone eine Mündungsgeschwindigkeit (v0) von ca. 990 Meter pro Sekunde, was sich auf kurze und mittlere Distanzen durch die rasantere (flachere) Flugbahn der Geschosse günstig auf die Trefferleistung auswirkt.

## Energie von Projektilen
Das Verhalten von Projektilen wird durch die Ballistik beschrieben. Die Energie eines Geschosses unmittelbar nach Verlassen des Laufes (Mündungsenergie {\displaystyle E_{0}}) errechnet sich nach der Formel für Kinetische Energie:
{\displaystyle E_{0}={\tfrac {1}{2}}mv_{0}^{2}}
Dabei wird die Energie in Joule angegeben, die Masse des Projektils {\displaystyle m} in Kilogramm und die Mündungsgeschwindigkeit des Projektils {\displaystyle v_{0}} in m/s. Der errechnete Energiewert gibt aufgrund des Energieverlustes während des Flugs keinerlei Aufschluss über die Geschosswirkung auf eine bestimmte Distanz, über seine mögliche Mannstoppwirkung oder seine Effektivität gegen gepanzerte bzw. ungepanzerte Ziele.
Die Mündungsgeschwindigkeit sowie die Mündungsenergie sind von vielen Faktoren abhängig, wie beispielsweise Lauflänge der Schusswaffe, Geschossart und -gewicht, Menge und Art der Pulverladung (Laborierung) der jeweiligen Patrone u.v.m. Auch für einen einzelnen Patronentyp sind, je nach gewünschten Eigenschaften der Munition, unterschiedliche Laborierungen möglich, was auch beim Verschießen aus ein und derselben Waffe unterschiedliche Mündungsgeschwindigkeiten und -energien zur Folge hat. Hier ist eine kurze Liste von Leistungsdaten einiger Patronen, welche mit gängigen Fabriklaborierungen erreicht werden:
| Kaliber                                   | Masse des Projektils | Mündungs- geschwindigkeit | Mündungs- energie |
| 6 mm Airsoftkugel (6 mm BB)               | ~0,12 – 0,85 g       | ~70 – 100 m/s             | ~0,3 – 4,25 J     |
| 4,5 mm Diabolo (Luftgewehr)               | ~0,5 g               | ~90 – 360 m/s             | ~2 – 50 J         |
| .22 lfB (Kleinkaliber)                    | ~2,2 – 2,6 g         | ~300 – 340 m/s            | ~100 – 250 J      |
| 4,6 × 30 mm (PDW)                         | ~2,0 – 2,5 g         | ~725 m/s                  | ~500 – 525 J      |
| 5,7 × 28 mm (PDW)                         | ~1,8 – 2,1 g         | ~520 – 760 m/s            | ~470 – 540 J      |
| 9 × 19 mm (Pistole, MP)                   | ~7,5 g               | ~350 – 450 m/s            | ~300 – 550 J      |
| .45 ACP (Pistole, MP)                     | ~12,0 g              | ~260 m/s                  | ~320 – 600 J      |
| 7,62 × 39 mm (Mittelpatrone, z. B. AK-47) | ~8,0 – 10,0 g        | ~610 – 745 m/s            | ~1.960 – 2.180 J  |
| 5,56 × 45 mm NATO (Sturmgewehr)           | ~3,5 g               | ~1.000 m/s                | ~1.200 – 1.900 J  |
| 7,62 × 51 mm NATO (Gewehrpatrone)         | ~9 – 9,6 g           | ~700 – 900 m/s            | ~2.700 – 3.580 J  |
| 12,7 × 99 mm NATO (schweres MG)           | ~46,0 g              | ~800 m/s                  | ~15.000 J         |
| 23 × 115 mm (Maschinenkanone)             | ~175 – 200 g         | ~690 – 740 m/s            | ~46.700 J         |
| 30 × 165 mm (Maschinenkanone)             | ~400 g               | ~980 m/s                  | ~190.000 J        |
| 250 mm (10″) Kugelbombe in Großfeuerwerk  | ~4.500 g             | ~110 m/s                  | ~55.000 J         |
| 120 × 530 mm (DM 53) (Panzer Leopard 2)   | ~5.000 g             | ~1.750 m/s                | ~7.650.000 J      |

Zum Vergleich: Eine Lokomotive mit einer Masse von 50 Tonnen und einer Geschwindigkeit von 80 km/h (22,2 m/s) besitzt eine kinetische Energie von rund 12.000.000 J.
Eine Formel zur näherungsweisen Abschätzung der Durchschlagskraft von Geschossen wurde schon von Isaac Newton entwickelt, siehe auch Panzerformel zur Abschätzung der Durchschlagskraft von Vollmantelgeschossen bei Stahlblech. Hinsichtlich der Stoppwirkung von Geschossen wird gerne der A-Square Shock Power Index verwendet.